# Cementerio Hebreo de San Carlos
El Cementerio Hebreo de San Carlos, también llamado Cementerio Hebreo de La Alcazaba,  o Antiguo Cementerio Hebreo o Cementerio Hebreo Viejo es el primer y más antiguo cementerio judío de España tras la expulsión de 1492. Se encuentra en la ciudad de Melilla, en la calle Fuerte de San Carlos. 

## Historia
La declaración de la libertad de culto, en el artículo 21 de la Constitución de 1869, permitió que entre 1869 y 1870 se construyera este cementerio judío, el primero de España tras la expulsión de 1492, para servir a la población hebrea que se asentaba en la ciudad desde la publicación de la Real Orden del 17 de febrero de 1864, por la que se autorizaba a residir en Melilla cualquiera sin distinción de religión. Se ubicó junto al civil, y fue denominado por el cercano Fuerte de San Carlos. El primer enterramiento del que se tiene constancia es el de Mimón Levy Benaim Z.L. el 21 de noviembre de 1883 a los 75 años y el último el 6 de diciembre de 1893, Merian Benarroch Teoclen Z.L. de 24 meses, con lo que después de la construcción del nuevo cementerio hebreo adosado al Cementerio Municipal de la Purísima Concepción no se realizaron más enterramientos. La Orden Real de 5 de junio de 1902 permite una doble cesión, Estado a Junta de Arbitrios, y de esta a la Comunidad Israelita de Melilla, de la propiedad del camposanto, si bien ya no se permitió la realización de nuevas inhumaciones o ampliaciones, mientras las leyes judías prohibian el traslado de cuerpos a todo aquel lugar que no fuese Israel, lo que le convierte en más antiguo del país de época moderna, al no ser posible su desaparición, y desaconsejaban la visita a los fallecidos hace más de un año, lo que condujo a su abandono y encapsulado entre barracas hasta hoy día.

## Descripción
Consta de entre 74 tumbas, cifras del registro y 100, máximas que puede albergar, si bien la mayoría han perdido elementos y sólo una conserva su lápida, la de Sol Benmejara que falleció el 1 de agosto de 1891 con 36 meses.